# Facultad de Ciencias Exactas y Naturales (Universidad de Antioquia)
La Facultad de Ciencias Exactas y Naturales de la Universidad de Antioquia se localiza en la Ciudad Universitaria, en la ciudad de Medellín, Colombia. Es una unidad académica fundada en 1980, actualmente está constituida por los institutos de Biología, Física, Química y por el Instituto de Matemáticas. Cuenta además con el Centro de Investigaciones en Ciencias Exactas y Naturales (CIEN), el Herbario Universidad de Antioquia y el Centro de Extensión.
La Facultad esta dedicada al estudio, la investigación y difusión de las disciplinas relacionadas con los campos de la Biología, Física, las Matemáticas y la Química. Además, desarrolla programas académicos de formación en pregrado y posgrado y promueve actividades de investigación, docencia y extensión.

## Gobierno
La Facultad está administrada por un decano, quien representa al rector en la Facultad y es designado por el Consejo Superior Universitario para períodos de tres años. Existe un Consejo decisorio en lo académico y asesor en los demás asuntos. Está integrado así: el Decano, quien preside, El Vicedecano, quien actúa como Secretario con voz y sin voto, el Jefe del Centro de Extensión, los tres jefes de Departamento, un egresado graduado designado por las asociaciones de egresados y que no esté vinculado laboralmente con la Universidad para un período de dos años, un profesor elegido por los profesores de la Facultad en votación universal, directa y secreta para un período de un año y un estudiante elegido por los estudiantes de la misma en votación universal, directa y secreta para un período de un año. El elegido puede cumplir los requisitos del representante estudiantil ante el Consejo Superior
Pregrado
- Biología
- Física
- Matemáticas
- Química
- Tecnología Química
- Astronomía (2009)
- Estadística (2012)

Posgrado
- Maestría en Física
- Maestría en Matemáticas
- Maestría en Química
- Maestría en Biología
- Maestría en Biotecnología
- Doctorado en Física
- Doctorado en Biología
- Doctorado en Ciencias Químicas
- Doctorado en Matemáticas